# Jules De Bruycker
Pour les articles homonymes, voir De Bruycker.
Jules De Bruycker, né le 29 mars 1870 à Gand et mort le 5 septembre 1945 dans la même ville, est un peintre, dessinateur et graveur belge. 
Il est considéré comme l'un des plus prolifiques et talentueux plasticiens de son temps, à l'instar de son contemporain James Ensor. Son influence est notable sur Frans Masereel qui fut son élève et ami. Ses travaux les plus connus sont des eaux-fortes représentant la ville de Gand, les tranchées de la Grande Guerre et des illustrations pour des ouvrages.

## Biographie

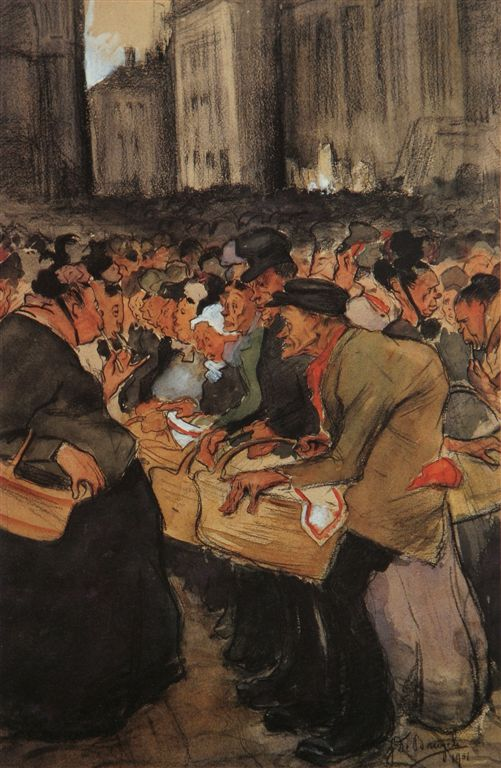
Eiermarkt in Ghent (1911), aquarelle, localisation inconnue.

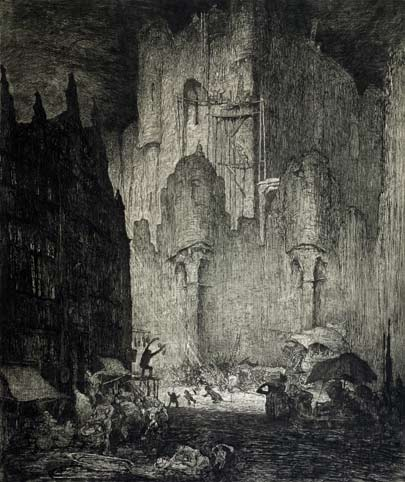
Autour du Gravensteen à Gand (1913), eau-forte, musée des beaux-arts de Gand.

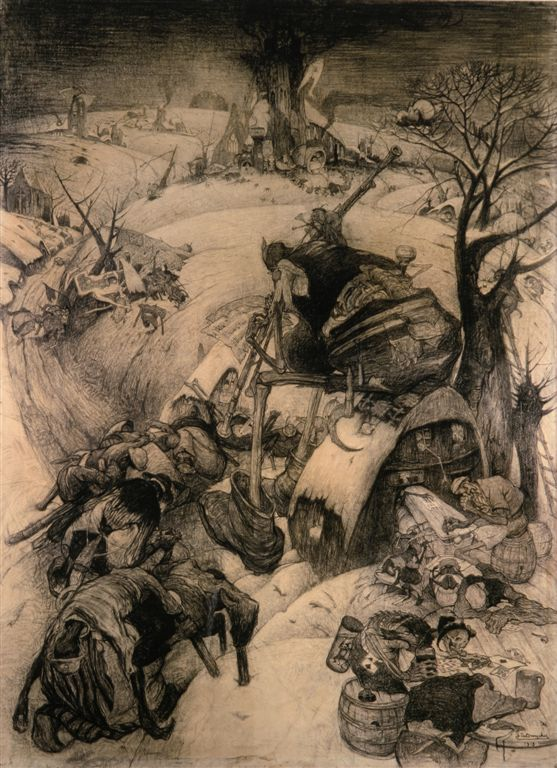
Kermesse noire (1919), collection Belfius.

Jules De Bruycker est né le 29 mars 1870 à Gand. Sa famille y tient une petite fabrique de tapisserie et de papier peint. De Bruycker se montrant doué pour le dessin, il entre en 1880 à l'Académie royale des beaux-arts de Gand. Son père meurt en 1884, le jeune homme quitte l'école et rejoint l'entreprise familiale. Neuf ans plus tard, il s'inscrit de nouveau à l'académie de Gand et suit les cours des peintres Théodore Canneel, Louis Tytgadt (1841-1918) et Jean Delvin.
Vers 1902, De Bruycker installe son atelier dans une ancienne abbaye de carmélites, située près du château des comtes de Flandre (Gravensteen), appelée Patershol. Cette région était à l'époque considérée comme très pauvre, elle attirait de nombreux artistes qui trouvaient là à se loger, former des communautés, s'inspirer des paysages. Une partie de l'école de Laethem-Saint-Martin, marquée par l'impressionnisme, convergea vers cette région, des peintres comme Gustave van de Woestijne, George Minne et Valerius De Saedeleer. Minne y eut même un atelier pendant un certain temps.   
Tout en étant proche de cette communauté d'artistes, De Bruycker, durant cette période, continue d'aider à la fabrique familiale. Produisant des aquarelles et des huiles sur toile, il s'intéresse aux techniques de la gravure, notamment après avoir découvert les travaux d'Albert Baertsoen exposés au musée des beaux-arts de Gand en 1905. De cette époque datent également ses vues dessinées des quartiers pauvres des environs de Gand, dont une série centrée sur le Gravensteen, très inspirée de Pieter Brueghel l'Ancien, Jérôme Bosch et de James Ensor. En 1905, l'écrivain Frans Hellens lui demande d'illustrer son ouvrage En ville morte (1906). C'est aussi à ce moment-là qu'il rencontre Frans Masereel et l'initie aux techniques de la gravure, avant que cet artiste n'aille sur Paris puis en Grande-Bretagne. De Bruycker a exécuté un portrait en pied de son ami Masereel (1909).
Avec l'entrée en guerre, De Bruycker, à l'instar de nombreux artistes de ce pays envahi, quitte la Belgique pour l'Angleterre. Il rejoint Émile Claus, Émile Fabry, Charles Mertens (1865-1919), George Minne, Isidore Opsomer, Gustave Max Stevens, Gustave van de Woestijne et Albert Baertsoen. Parmi cette communauté d'artistes belges en exil, De Bruycker rencontre Raphaëlle De Leyn, également native de Gand, et il l'épouse. Il produit quelques vues de Londres, mais se voit interdit de nombreuses régions, par peur de l'espionnage. Il parvient cependant à immortaliser sur la plaque de cuivre les horreurs de la guerre en Flandre. Une série de gravures sur ce sujet intitulée La Mort s'abat sur les Flandres est présentée à Rotterdam en 1917. 
Il revient chez lui en 1919 et commence à recevoir une reconnaissance officielle. Nommé chevalier de l'ordre de Léopold en 1921, il expose 154 œuvres à la galerie Georges Giroux de Bruxelles en 1922. La même année, il est exposé dans différents lieux et villes américaines, dont à l'Art Institute of Chicago. Il se voit alors offrir un poste d'enseignement à l'Académie royale des beaux-arts d'Anvers, qu'il accepte avec quelques réticences. L'un de ses élèves en gravure fut Frans Van Immerseel (1909-1978). En 1923, il est nommé correspondant de l'Académie royale de Belgique, et devient membre à part entière en 1925. Deux ans plus tard, il reçoit le grand prix national des beaux-arts.
Durant toute cette période, il vit au couvent des dominicains de Gand, où il a installé son atelier. En 1921, il exécute de nombreux dessins et eaux-fortes inspirées des environs. Durant les années 1922-1924, il produit plusieurs gravures sur bois pour une nouvelle édition illustrée du Ulenspiegel (1867) de Charles De Coster. En 1925, il visite Paris en compagnie de son ami Frans Masereel, lequel l'encourage à produire des vues dessinées d'après des monuments ; il en résulte de nombreuses gravures représentant avec minutie des cathédrales belges et françaises. Il produit également quelques autoportraits, ainsi que des nus. En 1934, il expose à la Biennale de Venise. 
Vers la fin des années 1930, sa santé se dégrade. Quand les Allemands envahissent la Belgique en 1940, il exécute une série gravée intitulée Gens de chez nous — 1942. Il participe également à un album, Gens pas de chez nous, son pendant, qui décrit avec acuité l'occupant allemand. Ces deux dernières séries furent publiées après sa mort. Durant la guerre, des amateurs allemands de son œuvre visitent son atelier et lui demande un travail destiné à la propagande nazie, offre que l'artiste décline.
Il meurt à Gand le 5 septembre 1945.

## Œuvre
Jules De Bruycker utilise plusieurs médiums dont l'huile sur toile, l'aquarelle, le dessin, l'eau-forte et la gravure sur bois. Il est connu principalement pour ses dessins et gravures d'une grande précision, dans lesquelles il parvient à un haut degré de technicité et de virtuosité et qui lui ont valu d'être qualifié en son temps de « plus grand aquafortiste belge après Ensor ».
Si ses premiers travaux sont imprégnés d'atmosphères sombre, onirique et nocturne, comme chez Albert Baertsoen, il se s'inspire pas des mêmes thèmes que ce dernier. Baertsoen était un aristocrate qui préférait les scènes urbaines montrant Gand, sans la présence des habitants. De Bruycker, en revanche, aimait à introduire dans ses scènes la foule prise sous des effets de lumière contrastés. Ses premières eaux-fortes remontent à 1906, elles figurent les classes miséreuses des vieux quartiers de Gand, le marché au puces, les environs du théâtre, et offre un portrait intimiste de la vieille ville flamande, de la vie quotidienne de ses habitants. Certains scènes sont proches de la caricature mais ne sont jamais dépourvue d'une forme d'empathie. 
En 1911, au salon de la Société des Aquafortistes belges, il expose Les Journalistes gantois que Sander Pierron juge comme l'œuvre d'un âpre visionnaire, d'une incisive et inflexible psychologie.
Dans ses grands formats antérieurs à 1914, comme la Maison de Jan Palfijn, Gand ou Mise en place du dragon du beffroi de Gand, De Bruycker montre un souci du détail accentué par des effets en clair-obscur. Ces travaux ne sont pas sans évoquer ceux de l'artiste Frank Brangwyn, qui assista De Bruycker durant ses années d'exil à Londres. Si la capitale anglaise lui inspire des vues, ce sont surtout les horreurs de la guerre qui frappent son pays qui donnent lieu chez lui à des représentations, qui empruntent par leur style aux primitifs flamands dont il vit une rétrospective à Bruges en 1902. Une autre influence manifeste, celle de James Ensor, peut être détectée dans ses dessins. Durant son séjour londonien, De Bruycker rencontra également Walter Sickert.
Au début des années 1920, il commence à produire de nombreuses gravures montrant des cathédrales belges et du nord de la France. Il s'adonne aussi au portrait et au nu, incluant des éléments de décor de son atelier (statues africaines, indiennes, etc.). Ses nus assez nombreux sont parfois très explicites, et font partie intégrante de son travail. 
Son œuvre a influencé toute une nouvelle génération d'artistes, pas seulement de graveurs. Gustave van de Woestijne cite les portraits de De Bruycker composé vers 1908.

## Galerie

Quelques gravures de Jules De Bruycker
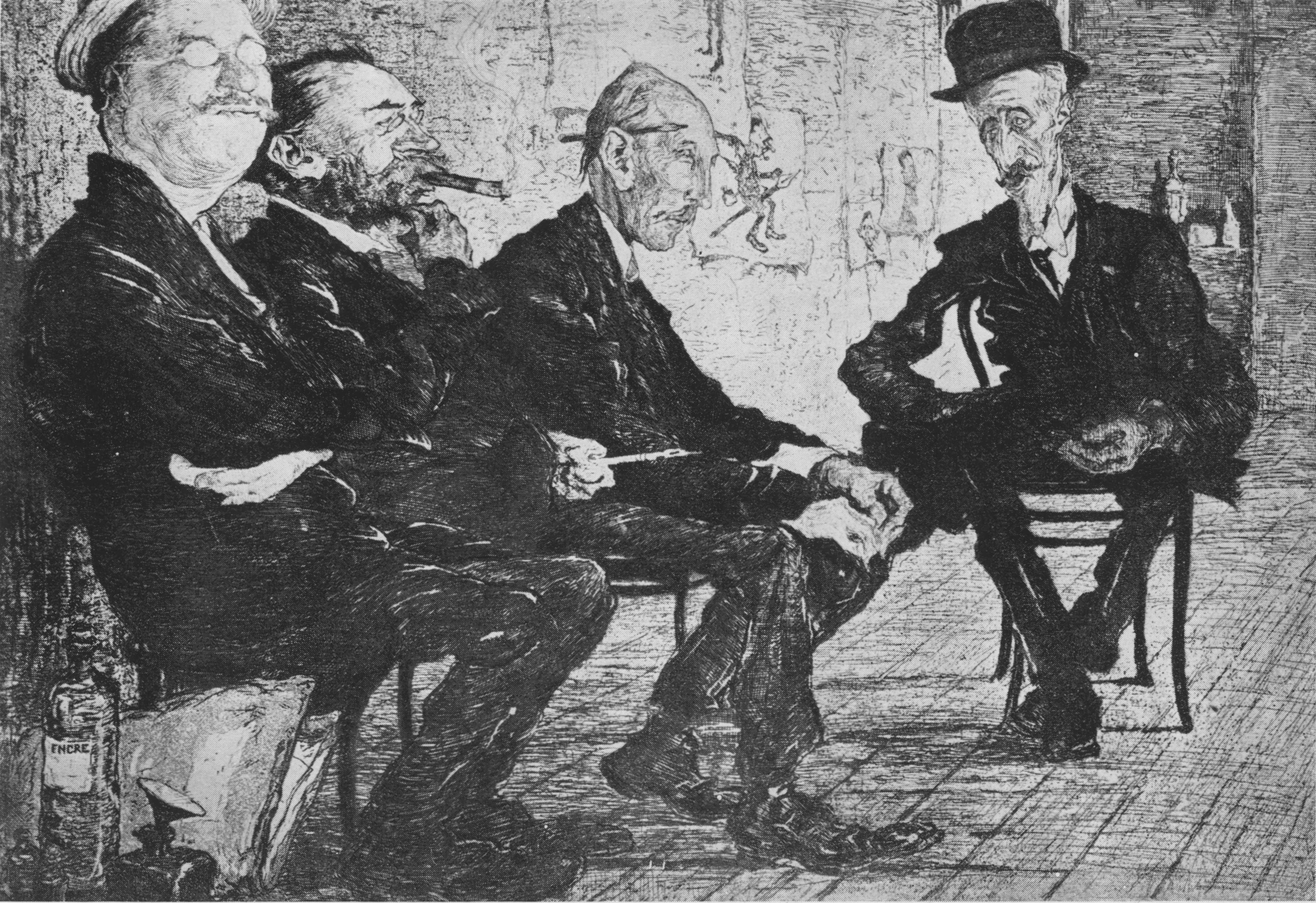
Les Journalistes gantois (1907).
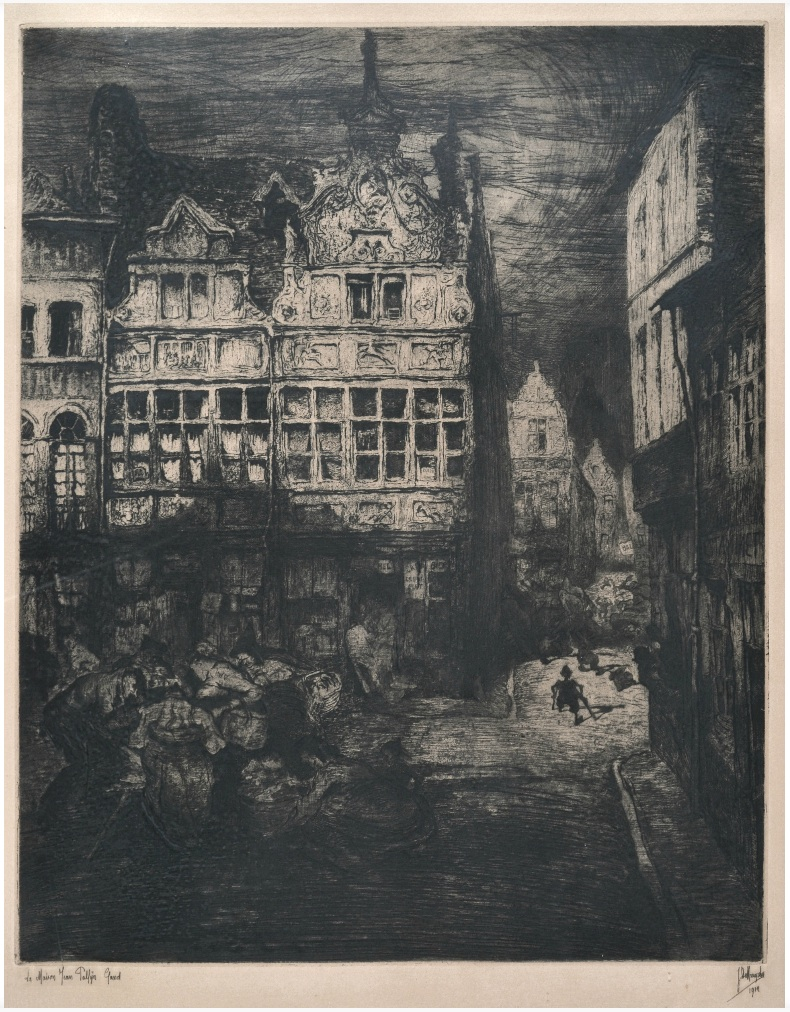
Maison de Palfijn, Gand (avant 1914).
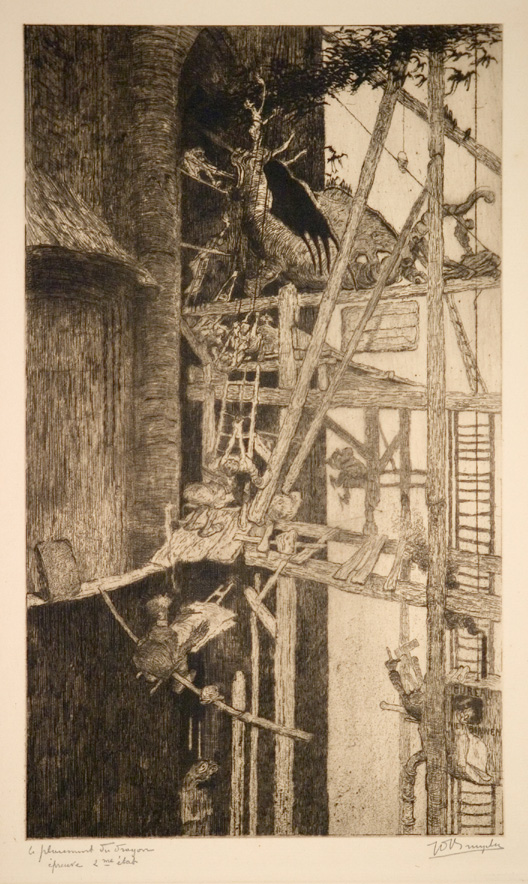
Mise en place du dragon du beffroi de Gand (avant 1914).
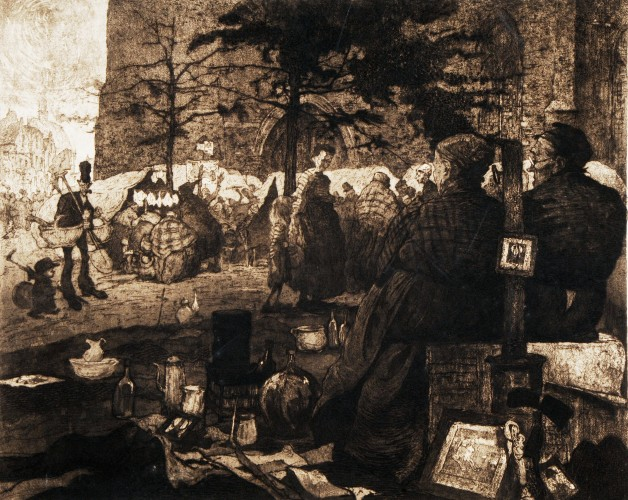
Marché Saint-Jacques à Gand (avant 1914).
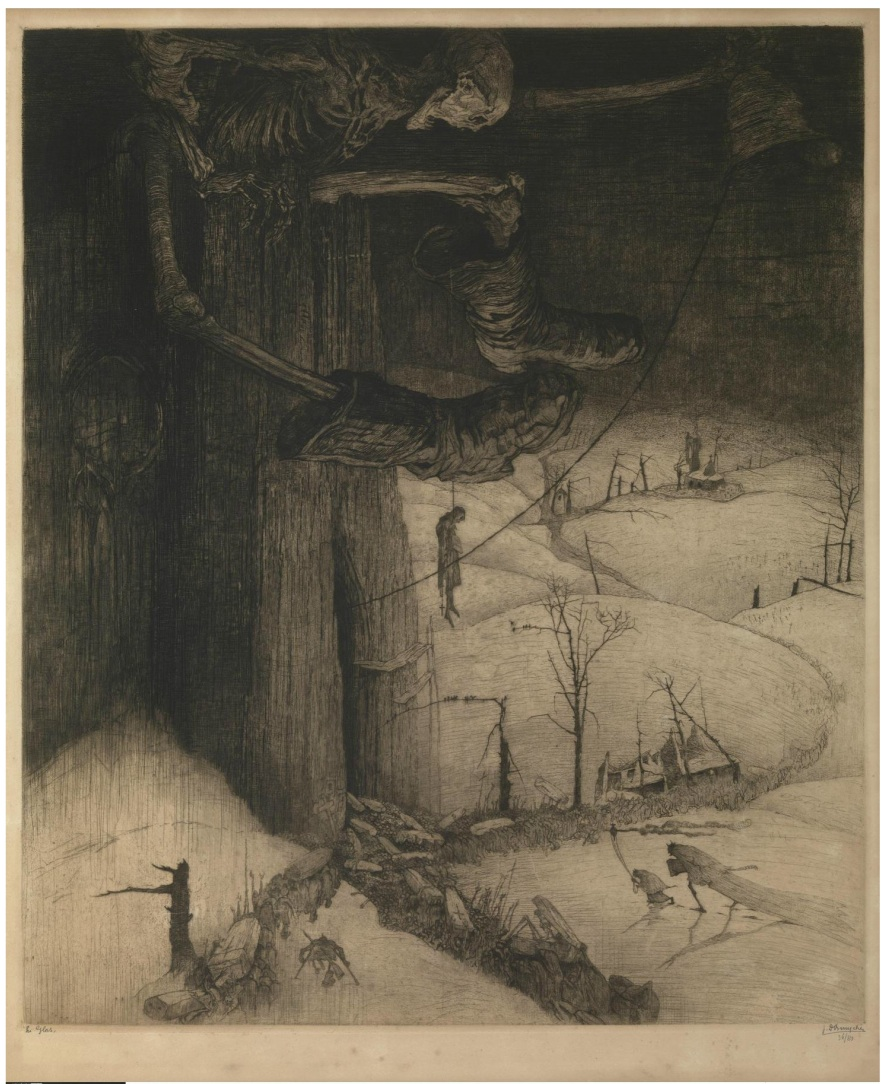
La Mort sur les Flandres encore (1917).
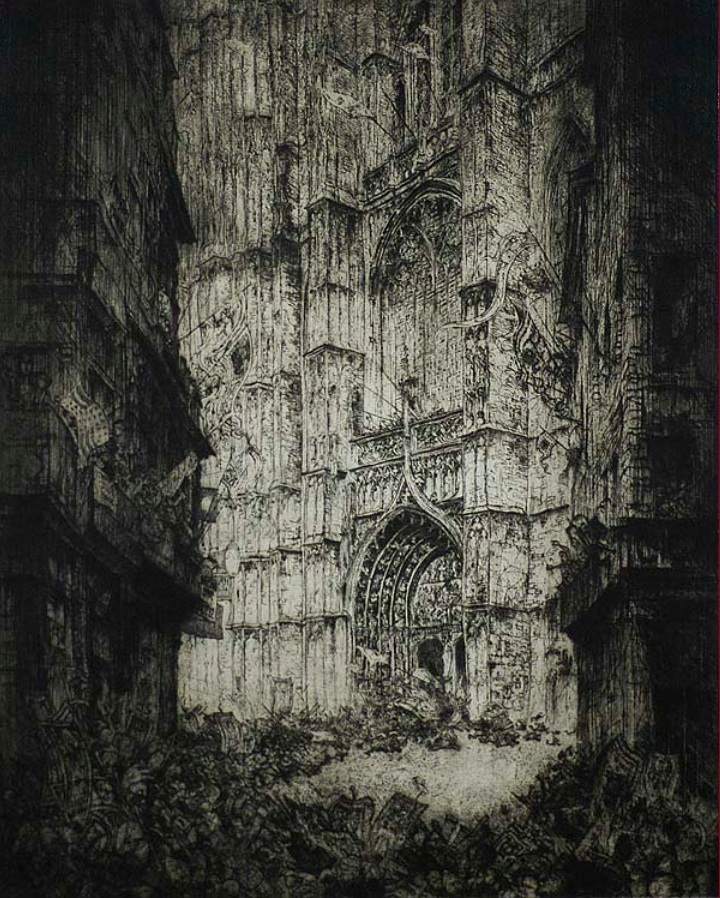
Cathédrale d'Anvers (1923).
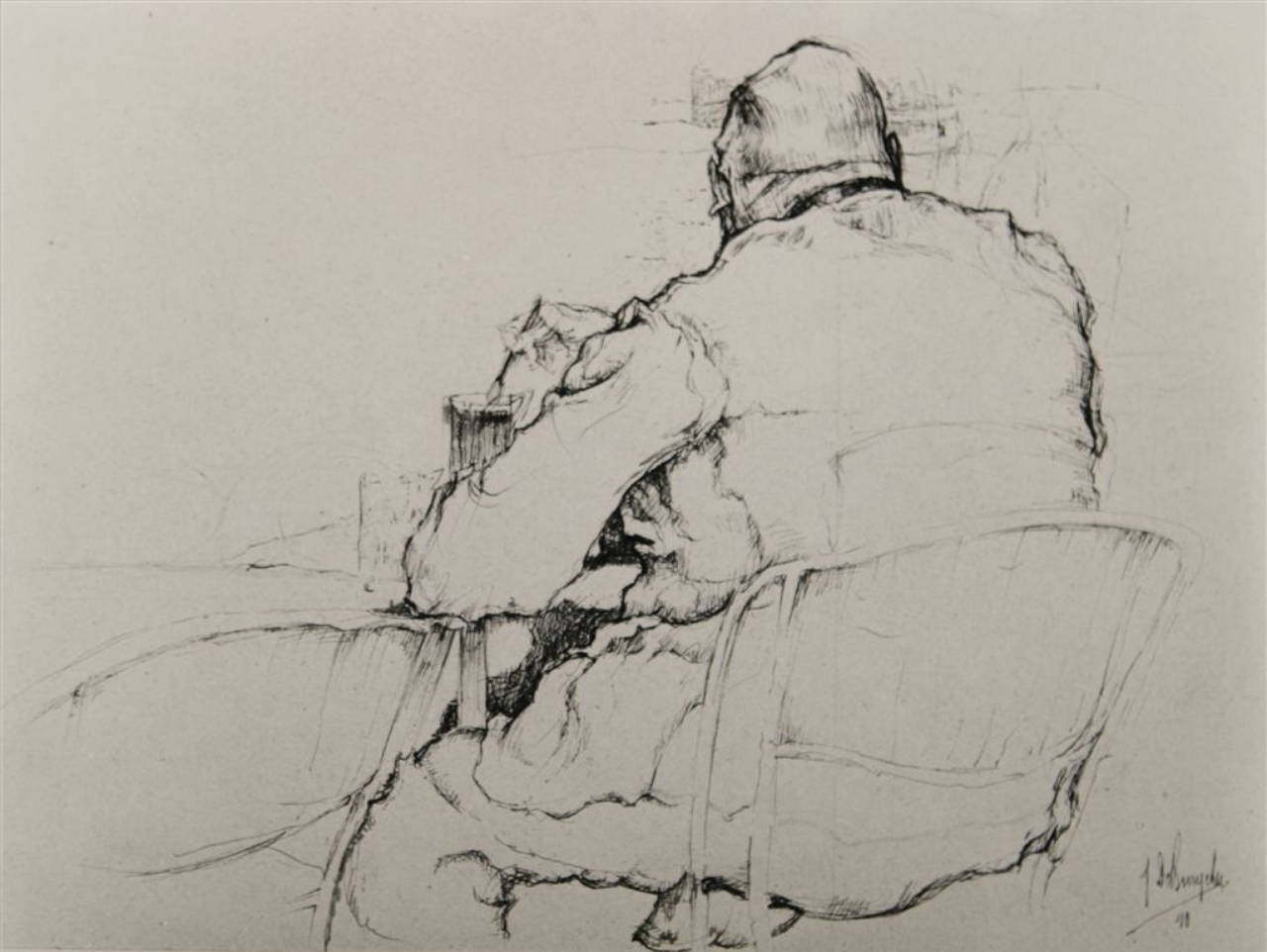
Gens pas de chez nous (1943).
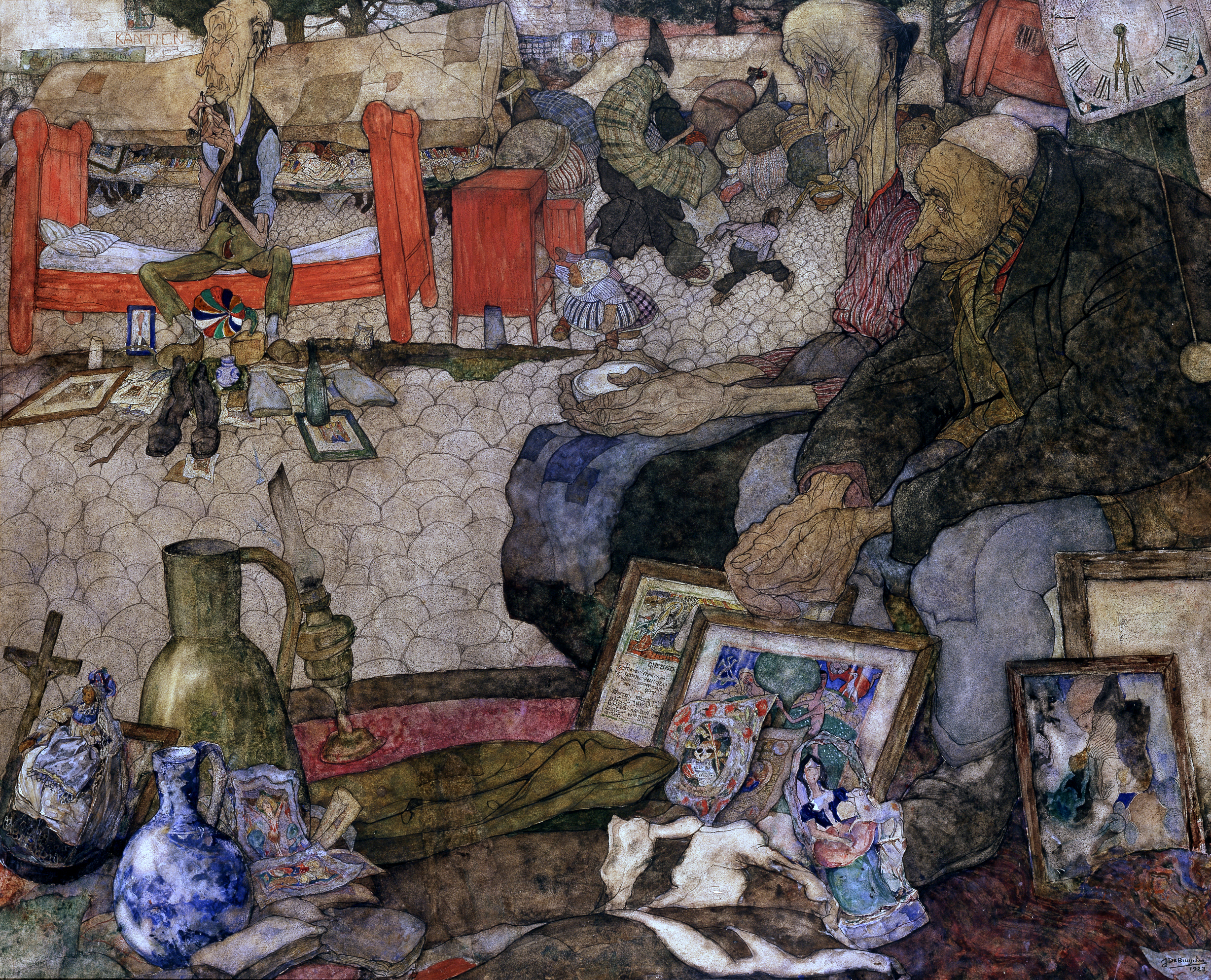
De oude markt in Gent, 1923 (Musée des Beaux-Arts de Gand)